# Vườn quốc gia Yalgorup

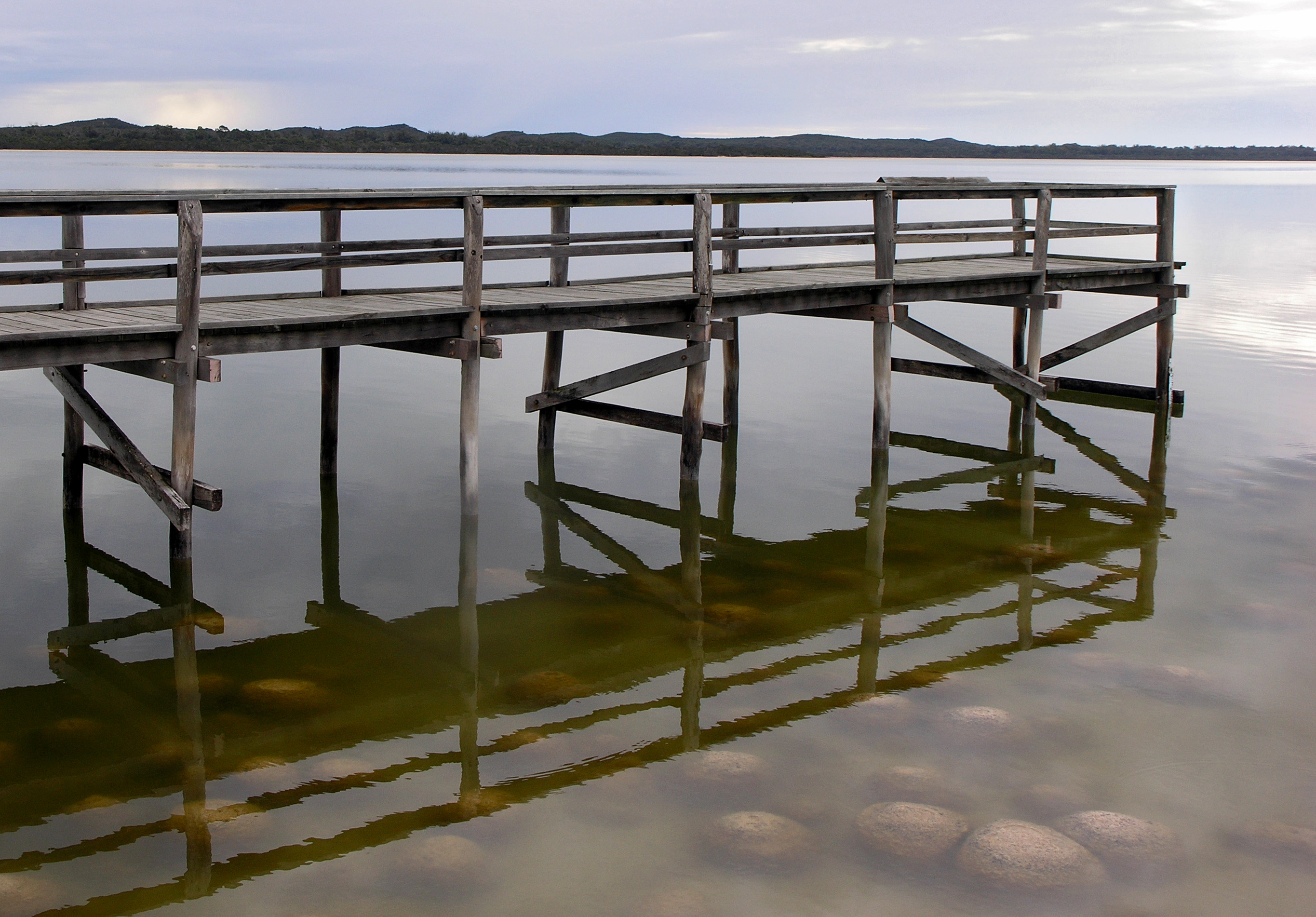
Yalgorup National Park observation walkway

Vườn quốc gia Yalgorup là một vườn quốc gia ở Tây Úc, Úc, 105 km phía nam của Perth, và trực tiếp về phía nam Mandurah. Vườn quốc gia nằm ở rìa phía tây của đồng bằng ven biển Swan và chứa một chuỗi các 10 hồ.
.